# Mazanów
Mazanów – wieś w Polsce położona w województwie lubelskim, w powiecie opolskim, w gminie Józefów nad Wisłą.
Wieś szlachecka  położona była w drugiej połowie XVI wieku w powiecie urzędowskim województwa lubelskiego. W latach 1963–1972 wieś należała i była siedzibą władz gromady Mazanów. W latach 1975–1998 miejscowość administracyjnie należała do ówczesnego województwa lubelskiego.
Wieś jest sołectwem w gminie Józefów nad Wisłą. Według Narodowego Spisu Powszechnego z roku 2011 wieś liczyła 439 mieszkańców.

## Części wsi
| SIMC    | Nazwa        | Rodzaj              |
| ------- | ------------ | ------------------- |
| 0382094 | Krasne       | część wsi           |
| 0382119 | Michałów     | część wsi (do 2023) |
| 0382125 | Przedmieście | część wsi           |

## Cmentarz
We wsi znajduje się cmentarz z okresu I wojny światowej. Założony na planie prostokąta o wymiarach 63 na 42 . Otoczony wałem i rowem. Składa się z 31 mogił zbiorowych. Mogiły częściowo zatarte. Kompletnie zarośnięty lasem sosnowym i podszytem. Pochowano tu 118 żołnierzy austro-węgierskich (z 8, 22 i 99 Pułku Piechoty, 15 węgierskiego Pułku Piechoty Honvéd, 25 Pułku Piechoty Landsturm oraz 25 Pułku Artylerii) i 532 żołnierzy rosyjskich, poległych i zmarłych między 1-9 lipca 1915 r. oraz prawdopodobnie w sierpniu - wrześniu 1914 r.